# Herb Iławy
Herb Iławy – jeden z symboli miasta Iława w postaci herbu.

## Wygląd i symbolika
Herb przedstawia na błękitnej tarczy wizerunek Matki Bożej w złotej koronie i ze złotym nimbem, trzymającej na kolanach stojące dzieciątko Jezus także ze złotym nimbem. Matka Boża ubrana w błękitną szatę i czerwony płaszcz siedzi na tronie wewnątrz złotej gotyckiej bramy.

## Historia

Herb Iławy
sprzed 1998 r.

Herb Iławy został znowelizowany uchwałą Rady Miejskiej z 28 maja 1998 roku.